# El Ferrer
El Ferrer è un villaggio di Andorra, nella parrocchia di Escaldes-Engordany.